# 유럽 고속도로 87호선
유럽 고속도로 87호선(European route E87)은 국제 E-road 네트워크의 일원으로, 우크라이나의 오데사와 터키의 안탈리아를 서로 이어준다. 그래서 이 도로는 흑해 연안을 이어주는 주요 연선 도로이기도 하며, 주요 경유지는 우크라이나의 오데사를 필두로 하여, 루마니아의 툴체아와 콘스탄차 그리고 불가리아의 바르나 등을 통해 남쪽인 부르가스를 거쳐 터키의 차나칼레를 지나 안탈리아까지 이어준다. 또한 우크라이나, 몰도바는 2회씩 국경을 건너게 되는 고속도로이기도 하다.

## 주요 경유지

### 우크라이나
- M15 고속도로(영어판) : 오데사 - 마야키

### 몰도바
- R52: 팔랑카(영어판)

### 우크라이나
- M15 고속도로(영어판) : 우도브네(영어판) - 이즈마일 - 레니(영어판)

### 몰도바
- M3 고속도로 : 쥬쥬레슈티(영어판)

### 루마니아
- 국도 제2B호선 (루마니아)(루마니아어판) : 갈라치 - 브러일라
- 국도 제22호선 (루마니아)(루마니아어판) : 브러일라 - 마친 (루마니아)(영어판) - 이자체아(영어판) - 툴체아 - 바바다그(영어판) - 코겔락(영어판) - 오비디우
- 국도 제2A호선 (루마니아)(루마니아어판) : 오비디우 - 콘스탄차
- 국도 제39호선 (루마니아)(루마니아어판) : 콘스탄차 - 에포리에(영어판)의 북부와 남부 - 만갈리아

### 불가리아
- 국도 제9호선 (불가리아)(영어판) : 샤블라(영어판) - 카바르나(영어판) - 발치크 - 바르나
- 체르노모레 고속도로(영어판) : 바르나 - 프리셀티(영어판)
- 국도 제9호선 (불가리아)(영어판) : 프리셀티(영어판) - 뱔라(영어판) - 오브조르(영어판) - 네세버르 - 포모리에 - 부르가스 - 말코터르노보(영어판)

### 터키
- 국도 제D555호선 (터키)(영어판) : 데레쾨이 (키르클라렐리주)(영어판) - 키르클라렐리 - 바바에스키(영어판)
- 국도 제D100호선 : 바바에스키(영어판) - 하브사(영어판)
- 국도 제D550호선 (터키)(영어판) : 하브사(영어판) - 우중쾨프뤼(영어판) - 케샨(영어판) - 겔리볼루 - 에제아바트(영어판)
- 페리 : 에제아바트(영어판) - 차나칼레
- 국도 D550호선 (터키)(영어판) : 차나칼레 - 아이발르크 - 메네멘
- 오토요르 30호선(영어판) : 메네멘 - 이즈미르
- 오토요르 31호선(영어판) : 이즈미르 - 셀추크 - 아이딘
- 국도 제D320호선 (터키)(튀르키예어판) : 아이딘 - 데니즐리
- 국도 제D585호선 (터키)(튀르키예어판) : 데니즐리 - 아즈파얌 - 쇠위트
- 국도 제D350호선 (터키)(튀르키예어판) : 쇠위트 - 코르쿠텔리(영어판) - 안탈리아